# 馮汝騏 (嘉靖進士)
馮汝騏（1545年—1565年），字仁卿，號瑞堂，直隸鎮江府金壇縣人，民籍，明朝政治人物。

## 生平
嘉靖四十三年（1564年）甲子科應天府鄉試第七十七名舉人。嘉靖四十四年（1565年）聯捷乙丑科三甲第七十三名進士。本年三月卒。

## 家族
曾祖馮佑；祖父馮襄；父馮永平，母韓氏。弟汝驥、汝驂。